# Carina Tyrrell
Carina Tyrrell (Ginebra, 24 de octubre de 1989) es una médico de salud pública británica-suiza, modelo, embajadora benéfica y reina de belleza que fue Miss Inglaterra y Miss Reino Unido. Tyrrell representó a Inglaterra en Miss Mundo 2014. Es más conocida por haber sido noticia internacional por ser la primera mujer, procedente de una de las mejores universidades del mundo, en participar en el concurso de belleza.
Es la concursante de Miss Inglaterra con más éxito de la historia, ya que ganó cuatro de las diez rondas clasificatorias de la final del concurso, incluida la de trajes de baño. Tyrrell estudió medicina en el Murray Edwards College de la Universidad de Cambridge, y recibió honores, premios y distinciones de primera clase.
Al declararse feminista, Tyrrell se enfrentó a las críticas de Germaine Greer, también licenciada por Cambridge. Tyrrell es una defensora de los derechos de la mujer, y cree que ésta debe poder tomar sus propias decisiones y que mujeres y hombres deben colaborar para apoyarse mutuamente. Tyrrell apoya a varias organizaciones benéficas y su proyecto benéfico "Beauty with a Purpose", para Miss Mundo fue en ayuda de las personas sin hogar. Durmió en la calle para concienciar sobre las personas sin hogar y es embajadora de organizaciones benéficas para personas sin hogar, tanto en Oxford como en Cambridge.

## Primeros años y educación
Tyrrell nació el 24 de octubre de 1989 en Ginebra (Suiza) y asistió a la Escuela Internacional de Ginebra, donde aprendió a hablar francés con fluidez. Estudió medicina en la Facultad de Medicina de la Universidad de Cambridge, donde se graduó con un máster en Ciencias Naturales (Cambridge) en 2012, licenciada en Medicina y Cirugía (MB BChir) en 2016 y, posteriormente, en 2019, obtuvo un máster en Salud Pública (MPH) por la Universidad de Cambridge.

## Carrera profesional e investigación
Tyrrell fue presidenta del Comité de Salud Global de la Universidad de Cambridge, donde defendió un proyecto para ayudar a la comunidad de personas sin hogar de Cambridge y sus alrededores. Pasó un tiempo trabajando en la Organización Mundial de la Salud para desarrollar sus capacidades de liderazgo y relaciones internacionales. Tras su graduación, pasó dos años trabajando como médico en la Oxford University Hospitals NHS Foundation Trust antes de volver a Cambridge para trabajar en el Instituto de Salud Pública, en el Cambridge Biomedical Campus y en la Unidad de Epidemiología del MRC.
Sus intereses de investigación incluyen las infecciones de salud global y la respuesta a los brotes, donde publicó un artículo sobre la identificación y la gestión de los virus respiratorios emergentes durante el tiempo que pasó con el Departamento de Salud de la Población de Nuffield, la Universidad de Oxford y la Red Mundial de Alerta y Respuesta a los Brotes.